# Peponium vogelii
Peponium vogelii là một loài thực vật có hoa trong họ Cucurbitaceae. Loài này được (Hook.f.) Engl. mô tả khoa học đầu tiên năm 1897.